# Beocca
Sankt Beocca var en romersk-katolsk präst som dödades av invaderande danskar i Surrey i England år 870. Hans minnesdag är 10 april. Sankt Beocca är begravd i ruinerna efter Chertsey Abbey i England.